# Turngemeinde 1862 Rüsselsheim 2019-2020 (pallavolo maschile)
Questa voce raccoglie le informazioni riguardanti il Turngemeinde 1862 Rüsselsheim nelle competizioni ufficiali della stagione 2019-2020.

## Organigramma societario
Area direttiva
- Presidente: Jörg Krick, Michael Elm

Area tecnica
- Allenatore: Juan Manuel Serramalera
- Allenatore in seconda: Rafal Murczkiewicz
- Scout man: Kamil Kwiecinski

Area sanitaria
- Medico: Harald Hake, Christian Hesse
- Fisioterapista: Sophia Fornicke, Marvin Kühn, Clemens Niederholzer, Josef Terlaak

## Rosa
| N° | Nome              | Ruolo | Data di nascita   | Nazionalità sportiva |
| -- | ----------------- | ----- | ----------------- | -------------------- |
| 1  | Urban Toman       | L     | 21 ottobre 1997   | Slovenia             |
| 2  | Ewoud Gommans     | S     | 17 novembre 1990  | Paesi Bassi          |
| 3  | Blain Cranston    | P     | 13 aprile 1995    | Canada               |
| 4  | Ben Bierwisch     | S     | 20 maggio 2002    | Germania             |
| 5  | Floris van Rekom  | S     | 8 maggio 1991     | Paesi Bassi          |
| 6  | Paul Henning      | C     | 28 settembre 1997 | Germania             |
| 7  | Louis Kunstmann   | C     | 10 settembre 2000 | Germania             |
| 8  | Masahiro Yanagida | S     | 6 luglio 1992     | Giappone             |
| 9  | Milija Mrdak      | O     | 26 ottobre 1991   | Serbia               |
| 10 | Jochen Schöps     | O     | 8 ottobre 1983    | Germania             |
| 11 | Tobias Krick      | C     | 22 ottobre 1998   | Germania             |
| 12 | Thorben Stahmer   | L     | 20 settembre 1989 | Germania             |
| 13 | Jean-Philippe Sol | C     | 1º gennaio 1986   | Francia              |
| 14 | Peter Wolf        | O     | 14 giugno 1992    | Germania             |
| 15 | Luke Smith        | S     | 30 agosto 1990    | Australia            |
| 16 | Matthias Valkiers | P     | 8 aprile 1990     | Belgio               |
| 18 | Simon Torwie      | O     | 1º novembre 2001  | Germania             |

## Risultati

### 1. Bundesliga

#### Girone di andata
| 1ª giornata - 30 ottobre 2019 Fraport Arena, Francoforte sul Meno       | Rüsselsheim     | 3 - 0 | Dürener      | 25-16, 25-22, 25-20               |
| 2ª giornata - 18 ottobre 2019 Brose Arena, Bamberga                     | Eltmann         | 1 - 3 | Rüsselsheim  | 17-25, 25-18, 18-25, 21-25        |
| 3ª giornata - 23 ottobre 2019 Fraport Arena, Francoforte sul Meno       | Rüsselsheim     | 3 - 1 | Bühl         | 25-18, 25-18, 24-26, 25-22        |
| 4ª giornata - 5 novembre 2019 ZF-Arena Friedrichshafen, Friedrichshafen | Friedrichshafen | 3 - 1 | Rüsselsheim  | 26-28, 25-20, 25-21, 25-23        |
| 5ª giornata - 9 novembre 2019 Gellersenhalle, Reppenstedt               | Lüneburg        | 1 - 3 | Rüsselsheim  | 31-29, 27-29, 23-25, 24-26        |
| 6ª giornata - 13 novembre 2019 Fraport Arena, Francoforte sul Meno      | Rüsselsheim     | 1 - 3 | Netzhoppers  | 25-27, 22-25, 25-16, 20-25        |
| 7ª giornata - 16 novembre 2019 Volksbank-Arena, Hildesheim              | Giesen          | 3 - 1 | Rüsselsheim  | 25-22, 25-23, 23-25, 25-19        |
| 8ª giornata - 28 novembre 2019 Fraport Arena, Francoforte sul Meno      | Rüsselsheim     | 3 - 2 | Unterhaching | 20-25, 25-19, 21-25, 25-19, 15-12 |
| 9ª giornata - 30 novembre 2019 Paul Horn-Arena, Tubinga                 | Rottenburg      | 3 - 2 | Rüsselsheim  | 25-21, 17-25, 15-25, 25-23, 15-12 |
| 10ª giornata - 15 dicembre 2019 Fraport Arena, Francoforte sul Meno     | Rüsselsheim     | 3 - 1 | Herrsching   | 25-19, 22-25, 25-23, 25-18        |
| 11ª giornata - 22 dicembre 2019 Max-Schmeling-Halle, Berlino            | Charlottenburg  | 3 - 2 | Rüsselsheim  | 27-25, 20-25, 25-20, 21-25, 15-8  |

#### Girone di ritorno
| 12ª giornata - 15 gennaio 2020 Arena Kreis Düren, Düren             | Dürener      | 3 - 2 | Rüsselsheim     | 23-25, 20-25, 36-34, 25-21, 15-13 |
| 13ª giornata - 19 gennaio 2020 Fraport Arena, Francoforte sul Meno  | Rüsselsheim  | 3 - 0 | Eltmann         | 25-18, 25-21, 25-23               |
| 14ª giornata - 25 gennaio 2020 Großsporthalle, Bühl                 | Bühl         | 1 - 3 | Rüsselsheim     | 23-25, 19-25, 25-13, 19-25        |
| 15ª giornata - 1º febbraio 2020 Fraport Arena, Francoforte sul Meno | Rüsselsheim  | 3 - 1 | Friedrichshafen | 25-19, 25-18, 17-25, 25-16        |
| 16ª giornata - 5 febbraio 2020 Fraport Arena, Francoforte sul Meno  | Rüsselsheim  | 3 - 0 | Lüneburg        | 25-21, 25-15, 25-17               |
| 17ª giornata - 8 febbraio 2020 Landkost-Arena, Bestensee            | Netzhoppers  | 0 - 3 | Rüsselsheim     | 18-25, 18-25, 23-25               |
| 18ª giornata - 22 febbraio 2020 Fraport Arena, Francoforte sul Meno | Rüsselsheim  | 3 - 1 | Giesen          | 25-18, 21-25, 25-19, 25-16        |
| 19ª giornata - 29 febbraio 2020 Olympiahalle Innsbruck, Innsbruck   | Unterhaching | 1 - 3 | Rüsselsheim     | 25-20, 20-25, 21-25, 22-25        |
| 20ª giornata - 8 marzo 2020 Fraport Arena, Francoforte sul Meno     | Rüsselsheim  | 3 - 1 | Rottenburg      | 25-22, 25-19, 21-25, 25-15        |
| 21ª giornata - 14 marzo 2020 Nikolaushalle, Herrsching am Ammersee  | Herrsching   | -     | Rüsselsheim     | annullata                         |
| 22ª giornata - 21 marzo 2020 Fraport Arena, Francoforte sul Meno    | Rüsselsheim  | -     | Charlottenburg  | annullata                         |

### Coppa di Germania

#### Fase a eliminazione diretta
| Ottavi di finale - 3 novembre 2019 Gellersenhalle, Reppenstedt | Lüneburg | 0 - 3 | Rüsselsheim | 23-25, 23-25, 13-25        |
| Quarti di finale - 20 novembre 2019 Arena Kreis Düren, Düren   | Dürener  | 3 - 1 | Rüsselsheim | 22-25, 25-20, 25-22, 25-22 |

### Coppa CEV

#### Fase a eliminazione diretta
| Sedicesimi di finale (andata) - 11 dicembre 2019 Fraport Arena, Francoforte sul Meno    | Rüsselsheim       | 2 - 3 | Šachcër Salihorsk | 25-20, 22-25, 25-17, 17-25, 15-17 |
| Sedicesimi di finale (ritorno) - 17 dicembre 2019 Palazzetto dello Sport Uruchje, Minsk | Šachcër Salihorsk | 1 - 3 | Rüsselsheim       | 20-25, 21-25, 25-21, 21-25        |
| Ottavi di finale (andata) - 29 gennaio 2020 Fraport Arena, Francoforte sul Meno         | Rüsselsheim       | 2 - 3 | Arkas             | 25-21, 25-16, 18-25, 20-25, 12-15 |
| Ottavi di finale (ritorno) - 12 febbraio 2020 Atatürk Voleybol Salonu, Smirne           | Arkas             | 3 - 0 | Rüsselsheim       | 25-21, 25-20, 25-22               |

## Statistiche

### Statistiche di squadra
| Competizione      | Punti | In casa | In casa | In casa | In trasferta | In trasferta | In trasferta | Totale | Totale | Totale |
| Competizione      | Punti | G       | V       | P       | G            | V            | P            | G      | V      | P      |
| ----------------- | ----- | ------- | ------- | ------- | ------------ | ------------ | ------------ | ------ | ------ | ------ |
| 1. Bundesliga     | 44    | 10      | 9       | 1       | 10           | 5            | 5            | 20     | 14     | 6      |
| Coppa di Germania | -     | 0       | 0       | 0       | 2            | 1            | 1            | 2      | 1      | 1      |
| Coppa CEV         | -     | 2       | 0       | 2       | 2            | 1            | 1            | 4      | 1      | 3      |
| Totale            | -     | 12      | 9       | 3       | 14           | 7            | 7            | 26     | 16     | 10     |

G = partite giocate; V = partite vinte; P = partite perse